# Clonie Gowen
Cycalona Gowen (n. 6 noiembrie 1971, Oklahoma, SUA) este o jucătoare profesionistă americană de poker.

## Biografie
Gowen s-a născut în Florida și a crescut în Kiowa, Oklahoma. Primul ei nume a fost inspirat de faptul că s-a născut în timp ce o tornadă trecea prin regiune. A câștigat titlul de Miss Teen Oklahoma, la vârsta de 15 ani, iar ca adolescentă s-a mutat în Corsicana. A fost membră a echipei universitare de baschet și s-a clasat pe locul al șaptelea la săritura în înălțime.

## Carieră
Gowen a fost inițiată în poker de tatăl prietenului ei și a început să joace în timp ce locuia în Dallas, mergând cu mașina la Shreveport, Louisiana, în weekenduri. A terminat pe locul zece într-un eveniment World Poker Tour la sfârșitul anului 2002, înainte de a obține recunoașterea națională în 2003, câștigând evenimentul televizat WPT Ladies' Night. În următorii cinci ani, Gowen a adăugat alte zece clasări în top 40 în evenimente WPT și World Series of Poker. Nu a mai fost activă în evenimente de turneu de la un rezultat foarte bun la Aussie Millions 2009, în ianuarie 2009.
Gowen a fost comentator invitat la Ultimate Poker Challenge, The Gaming Club World Poker Championship și 888poker. A fost editorialist regulat pentru revista All In. A găzduit frecvent turnee și evenimente caritabile și a fost partener la o școală de poker.
În 2007 și 2008, Gowen a jucat în cinci episoade diferite din primele patru sezoane ale Poker After Dark, o producție a companiei de jocuri de noroc Full Tilt Poker, difuzată pe NBC ca o serie de jocuri de poker cash televizate. La începutul lunii noiembrie 2008, cu câteva săptămâni înainte de începerea înregistrării sezonului cinci din Poker After Dark, Gowen a fost eliberat de Full Tilt Poker și nu a fost invitat la ultimele trei sezoane ale seriei Poker After Dark.
La sfârșitul lunii noiembrie 2008, Gowen a intentat un proces împotriva unei companii asociate cu Full Tilt Poker. Procesul a fost respins de o instanță de judecată, dar ulterior a fost reintrodus parțial în apel, deși niciun rezultat final nu a fost dat publicității până în 2014.
În 2014, după ce nu s-a mai întors la turnee de la câteva săptămâni după ce a intentat procesul din 2008, câștigurile totale ale lui Gowen în turneele live se ridică la aproape 1 640.000 de dolari.